# Wat Pa Luangta Maha Bua

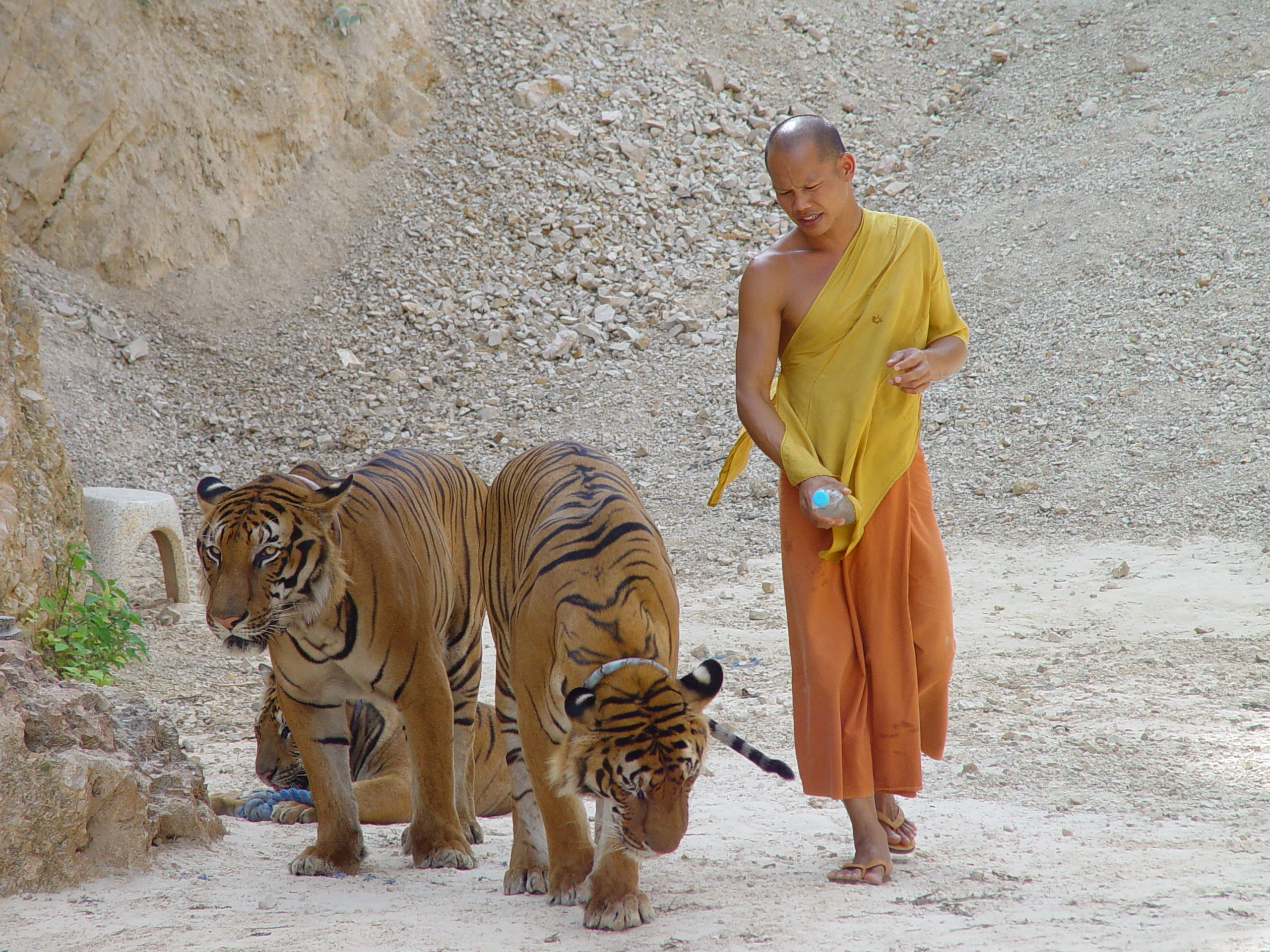
Mönch mit Tigern im Freigehege des Wat Pa Luangta Maha Bua

Der Wat Pa Luangta Maha Bua (vollständiger Name: Wat Pa Luangta Maha Bua Yannasampanno, thailändisch วัดป่าหลวงตามหาบัว ญาณสัมปันโน) ist ein buddhistischer „Wald-Tempel“ (thailändisch Wat Pa) im westlichen Teil von Zentralthailand. Der Tempel gelangte durch mehrere Fernsehproduktionen zu internationaler Bekanntheit als „Tigertempel“, da in Freigehegen des Tempels mehrere große Tiere, vor allem Tiger, beherbergt wurden.

## Lage
Wat Pa Luangta Maha Bua befindet sich im thailändischen Landkreis Mueang der Provinz Kanchanaburi nahe der Grenze zu Myanmar, etwa 37 km nordwestlich der Stadt Kanchanaburi an der Schnellstraße 323.

## Geschichte
Der Tempel wurde im Jahr 1994 vom derzeitigen Abt Phra Ajahn Phusit Khantitharo auf Anregung seines Lehrers, des Phra Ajahn Maha Bua Nyanasampanno, zu dessen Ehrung auch der Name gewählt wurde, als Waldtempel und Zuflucht für wilde Tiere gegründet. König Bhumibol stiftete aus Anlass seines 50-jährigen Thronjubiläums 1996 eine Buddha-Statue (Golden Jubilee Buddha Image), die aus 80 kg Gold besteht. Bei der Zeremonie des Goldgießens war auch Ajahn Maha Bua anwesend.
Auf dem Tempelgelände wurden Tiger in großen Käfigen gehalten. Dabei handelte es sich größtenteils um in Thailand nicht heimische Königstiger und teils entgegen üblicher Regeln gezüchtete Kreuzungen. Ein abgetrennter Canyon auf dem Tempelgelände diente als weitläufiges Gelände für Übungen, die an jedem Nachmittag auch von Touristen beobachtet werden konnten. Der Tempel unterhielt außerdem ein Animal Rescue Center, das 1995 eingerichtet und vollständig von Spenden finanziert wurde. Unwillkommene Haustiere wurden hier abgegeben, auch verletzte Bären sollten geheilt werden. Zudem wurden zahlreiche Wildtiere in Gehegen auf dem Tempelgelände gehalten.

## Ermittlungen und Verstöße
In einem Bericht der Tier- und Artenschutzorganisation Care for the Wild aus dem Jahr 2008 wurde dem Tempel Tierquälerei vorgeworfen, da die Tiger nicht artgerecht gehalten und ernährt und sie durch fragwürdige Methoden gefügig gemacht würden. Care for the Wild warf dem Tempel außerdem illegalen Tierhandel vor und dass die Begegnungen von Touristen mit den Tieren lebensgefährlich seien.
Im Januar 2016 legte die Tierschutzorganisation Cee4life einen Bericht vor, der ebenso Verstöße gegen Grundsätze artgerechter Haltung (mangelhafte Ernährung, Unterbringung, Hygiene, Vorenthaltung notwendiger tierärztlicher Behandlung von Krankheiten, körperliche Misshandlung), illegalen Wildtierhandel, Verstöße gegen internationales (Washingtoner Artenschutzübereinkommen) und thailändisches Recht sowie Grundsätze des Buddhismus, Sicherheitsrisiken für Besucher und Bedrohung (ehemaliger) Freiwilliger, die auf Missstände aufmerksam gemacht hätten, belegen soll. Auch sollen drei angeblich im Dezember 2014 verschwundene Tiger nach Darstellung von Cee4life auf dem Tempelgelände getötet und ihre Kadaver anschließend verkauft worden sein. Das Magazin National Geographic berichtete hierüber ausführlich.
Am 28. Januar 2016 entfernte die thailändische Naturschutzbehörde fünf der über 140 Tiger aus dem Tempel und übergab sie an Zentren für Wildtierschutz. Der Tempel soll einen jährlichen Umsatz von ungefähr 100 Millionen Baht (ca. drei Millionen US-Dollar) verzeichnet haben.
Ende Mai 2016 wurde der Tempel für den Touristenverkehr gesperrt. Polizei, Militär und Wildschützer führten eine Razzia durch und begannen mit der Umsiedlung der Großkatzen. Dabei wurden Kadaver von 40 neugeborenen Tigerjungen und einem Binturong in einer Gefriertruhe entdeckt. Außerdem wurden verschiedene Tiereingeweide und Hörner, ohne Erlaubnis gehaltene Exemplare vom Aussterben bedrohter Nashornvogelarten sowie ein versteckt gehaltener Löwe gefunden. Nach Angaben eines Vertreters der Nationalparkbehörde seien die Jungtiere erst wenige Tage vor der Razzia gestorben. Der Tempel habe der Regierung jedoch monatelang keine Geburten von Tigern angezeigt. Dies deute auf die Vertuschung von illegaler Aufzucht hin. Der Sekretär des Abts wurde am 2. Juni mit zwei Tigerfellen, zehn Tigerzähnen und über tausend Amuletten, die jeweils ein kleines Stück Tigerhaut enthielten, aufgegriffen. Gegen ihn und vier weitere Personen wurden Ermittlungen wegen des Verdachts des Wildtierschmuggels eingeleitet. Am 3. Juni wurden 30 weitere in Formaldehyd eingelegte Jungtigerkadaver sichergestellt.